# Wiesław Banach
Wiesław Józef Banach (ur. 28 stycznia 1953 w Kościanie) – polski historyk sztuki, dyrektor Muzeum Historycznego w Sanoku (1990–2020).

## Życiorys
Urodził się 28 stycznia 1953 w Kościanie jako syn Alfonsa i Heleny z domu Gimzickiej. Ukończył studia z historii sztuki na Katolickim Uniwersytecie Lubelskim w 1977. Po studiach osiadł w Sanoku i rozpoczął pracę w tamtejszym Muzeum Historycznym. W 1990 został dyrektorem tej placówki. Został redaktorem naczelnym pisma „Impresje Muzealne”. Publikował opracowania dotyczące sztuki, w tym m.in. w zakresie twórczości artystów, których dzieła zostały eksponowane w sanockim muzeum. Wśród nich byli: Jan Ekiert, Jerzy Wojtowicz, Anna Turkowska, Tadeusz Turkowski, Zdzisław Beksiński, Franciszek Prochaska, Emil Krcha, Konstanty Brandel, Otto Axer, Jan Cybis, Maria Sperling, Władysław Szulc. W drugiej połowie lat 90. był jednym z redaktorów czasopisma „Słówko”, wydawanego przy parafii Podwyższenia Krzyża Świętego w Sanoku.
Jego żoną została Joanna, córka artystów Tadeusza i Anny Turkowskich.

## Wyróżnienia
- Odznaka „Zasłużony Działacz Kultury” (1989)[10].
- Dyplom honorowy PTTK (2001)[11].
- Nagroda Miasta Sanoka w dziedzinie upowszechniania kultury, sztuki, nauki za rok 2003[12][13].
- Nagroda Burmistrza Miasta Sanoka w dziedzinie społecznej aktywności na rzecz miasta za rok 2014[14].
- Statuetka dla „Najbardziej Wpływowych Podkarpacia 2018” w kategorii VIP Kultura[15]
- Tytuł Honorowego Obywatelstwa Królewskiego Wolnego Miasta Sanoka (2019)[16][17].
- Złoty Krzyż Zasługi (2020, „za zasługi w działalności na rzecz rozwoju muzealnictwa, za upowszechnianie historii i kultury polskiej”)[18][19].
- Srebrny Medal „Zasłużony Kulturze Gloria Artis” (2020, w dziedzinie muzealnictwa)[20].
- Statuetka „Promotor Polski” w ramach programu „Teraz Polska” (2021)[21].